# هربرت جوهانسون
هربرت جوهانسون (بالإستونية: Herbert Johanson)‏ هو مهندس معماري إستوني، ولد في 10 سبتمبر 1884 في Haljala ‏ في إستونيا، وتوفي في 24 نوفمبر 1964 في غوتنبرغ في السويد.